# Maqên
Maqên (chiń. 玛沁县; pinyin: Mǎqìn Xiàn; tyb. རྨ་ཆེན་རྫོང་, Wylie: rma chen rdzong, ZWPY: Maqên Zong) – powiat w środkowych Chinach, w prowincji Qinghai, w prefekturze autonomicznej Golog. W 1999 roku liczył 33 725 mieszkańców.